# Prairie du Sac
Prairie du Sac és una població dels Estats Units a l'estat de Wisconsin. Segons el cens del 2000 tenia 3.231 habitants.

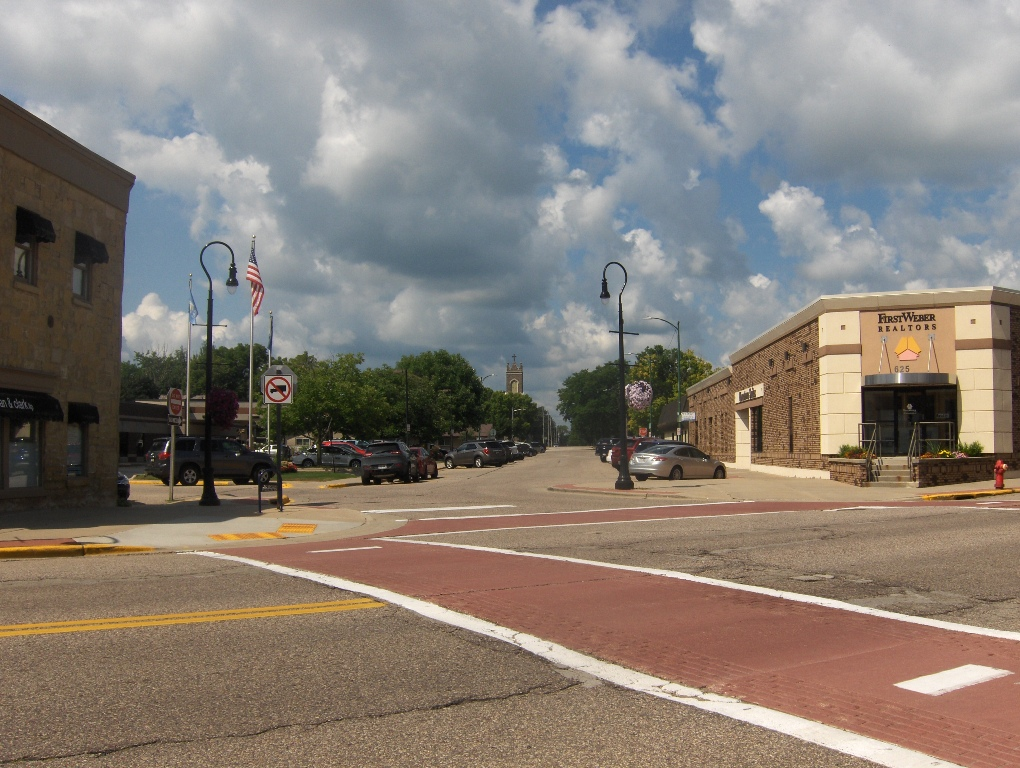
Galena St., Prairie du Sac

## Demografia
Segons el cens del 2000, Prairie du Sac tenia 3.231 habitants, 1.290 habitatges, i 869 famílies. La densitat de població era de 945,1 habitants per km².
Dels 1.290 habitatges en un 34,3% hi vivien nens de menys de 18 anys, en un 54,8% hi vivien parelles casades, en un 8,7% dones solteres, i en un 32,6% no eren unitats familiars. En el 25,5% dels habitatges hi vivien persones soles el 10,6% de les quals corresponia a persones de 65 anys o més que vivien soles. El nombre mitjà de persones vivint en cada habitatge era de 2,5 i el nombre mitjà de persones que vivien en cada família era de 3,04.
Per edats la població es repartia de la següent manera: un 27,8% tenia menys de 18 anys, un 7,8% entre 18 i 24, un 32,1% entre 25 i 44, un 19,9% de 45 a 60 i un 12,5% 65 anys o més.
L'edat mediana era de 35 anys. Per cada 100 dones de 18 o més anys hi havia 92,3 homes.
La renda mediana per habitatge era de 44.472 $ i la renda mediana per família de 55.234 $. Els homes tenien una renda mediana de 35.020 $ mentre que les dones 28.882 $. La renda per capita de la població era de 23.068 $. Aproximadament el 4,7% de les famílies i el 7,4% de la població estaven per davall del llindar de pobresa.

## Poblacions més properes
El següent diagrama mostra les poblacions més properes.